# وویللا
وویللا (به انگلیسی: Vavilala) یک روستا در هند است که در آندرا پرادش واقع شده‌است.